# Deutscher Dom
Deutscher Dom (den tyske domkirke) er en af de mest betydningfulde kirker i Berlin. Den ligger lige overfor Französischer Dom på Gendarmenmarkt i bydelen Mitte. Kirken er ingen domkirke, Dom i dens navn går bare på kuppelbygningen (fransk dôme) ved siden af den egentlige kirke.
Deutscher Dom består af en protestantisk kirke kaldt Neue Kirche eller Deutsche Kirche, som blev bygget mellem 1701 og 1708 efter planer af Martin Grünberg i barokstil, samt af et kuppeltårn bygget mellem 1780 og 1785. Tårnet er væsentlig større end kirken, men har ingen sakral funktion. Det blev opført to nærmest identiske tårne efter planer af Carl von Gontard, et foran den franske og et foran den tyske kirke, i forbindelse med en opbyggelse af pladsen som den preussiske konge Frederik den Store lod udføre efter forbillede af Piazza del Popolo i Rom. Mellem 1881 og 1882 blev kirken på grund af dårlig bygningsmæssig forfatning i stor grad demonteret og genopbygget i nybarok.
Efter martsrevolutionen i 1848 blev 183 revolutionsofre begravet fra kirken. Efter en protestantisk gudstjeneste blev der holdt prækener af en protestantisk, en katolsk og en jødisk gejstlig, før kistene under stor folkelig deltagelse blev ført til Friedhof der Märzgefallenen og bisat.
I 1943 blev kirken ødelagt af brand. Den blev restaureret mellem 1982 og 1996.

## Eksterne links
- Wikimedia Commons har flere filer relateret til Deutscher Dom
- "Deutscher Dom am Gendarmenmarkt" (turistinformation) Arkiveret 26. oktober 2007 hos  Wayback Machine (tysk)

52°30′46.07″N 13°23′33.44″Ø / 52.5127972°N 13.3926222°Ø